# Patricia Obregón
Patricia Obregón, född 18 februari 1952, död 6 oktober 2020, var en costaricansk bågskytt. Hon deltog vid olympiska sommarspelen 1992.